# سامي عطايا
سامي عطايا ممثل مصري ولد يوم 1 مارس 1932 وتخرج في كلية الأداب عام 1969. شارك سامي عطايا خلال مسيرته الفنية في أكثر من 36 فيلم سينمائي مختلف وتنوعت أدواره وأنواع الأفلام التي يقدمها. كما شارك في بداية مشواره الفني كممثل في فيلم (القاهرة 30) عام 1966 وفيلم (الزوجة الثانية) عام 1967 وفيلم (سوق الحريم) عام 1970. هذا بالإضافة إلى أنه شارك في العديد من أفلام الفنان عادل إمام مثل أفلام (عصابة حمادة توتو) عام 1982 وفيلم (الافوكاتو) عام 1983 وأفلام (الهلفوت) و(حتى لا يطير الدخان) و(مين فينا الحرامي) عام 1984 وفيلم (النمر والأنثى) عام 1987. اختلفت ألوان فلامه فشارك في فيلم (غرام الأفاعي) عام 1988 وفيلم (مشوار عمر) عام 1986 وفيلم (البريء) في العام ذاته.

## أعماله

### أفلام
- القاهرة 30
- الزوجة الثانية
- سوق الحريم
- الأفوكاتو
- الهلفوت
- حتى لا يطير الذخان
- مين فينا الحرامي
- النمر والأنثى
- غرام الأفاعي
- مشوار عمر
- البريء

## وفاته
توفى سامي عطايا عام 2000 بعد مشوار فني حافل بالأعمال السينمائية والتي بلغ مجملها ما مقارب ال 40 عملا فنيا.